# エディ・リスコ
エディ・“ベイブ”・リスコ（Eddie Babe Risko、本名：ヘンリー・ピルコヴスキ（Henry Pylkowski）、1911年7月14日 - 1957年3月7日）は、アメリカ合衆国ニューヨーク州出身のプロボクサー。元ニューヨーク州公認世界ミドル級チャンピオン。シラキュース生まれ。

## 略歴
重いパンチを武器としたラフ・ファイター。1935年1月、ニューヨーク州公認世界ミドル級王者、テディ・ヤローズをノックアウトで破る。同年9月19日、タイトルを賭けて再戦、判定勝ちで王座に就いた。
1936年2月10日、トニー・フィッシャーを破って初防衛に成功したが、同年11月11日、フレディ・スティールに判定で敗れ、タイトルを失った。1939年引退。

## 通算戦績
102戦64勝（18KO）26敗12引分け(boxrecから引用)